# لیندا مینزر
لیندا مینزر (انگلیسی: Linda Mienzer؛ زادهٔ ۳۱ مارس ۱۹۶۵) بازیکن کریکت اهل برمودا است.وی در مسابقات انتخابی جام جهانی کریکت زنان ۲۰۰۸ کاپیتان تیم کرکت بانوان برمودی بود.
او به عنوان یک لزبین آشکارسازی کرده‌است.